# Dominikai köztársasági labdarúgó-válogatott
A dominikai köztársasági labdarúgó-válogatott – avagy becenevükön Quisqueyanos – a Dominikai Köztársaság nemzeti csapata, amelyet a dominikai köztársasági labdarúgó-szövetség (spanyolul: Federación Dominicana de Fútbol) irányít. A CONCACAF-tagországban nem a labdarúgás, hanem a baseball örvend nagyobb népszerűségnek, ezért a labdarúgó-válogatott a konföderáció gyengébb képességű csapatai közé tartozik. A Quisqueyanos még nem ért el kimagasló eredményt egyetlen labdarúgótornán sem, illetve nem jutott még ki sem a labdarúgó-világbajnokságra, sem pedig a CONCACAF-aranykupára.

## Korábbi mérkőzések 2008-ban
| Időpont           | Helyszín      | Ellenfél        | Eredmény     | Kiírás       |
| ----------------- | ------------- | --------------- | ------------ | ------------ |
| 2008. február 27. | San Cristóbal | Haiti (o)       | 1 – 2        | Barátságos   |
| 2008. február 28. | San Cristóbal | Haiti (o)       | 0 – 2        | Barátságos   |
| 2008. március 26. | Bayamón       | Puerto Rico (i) | 1 – 0 (h.u.) | Vb-selejtező |

## Következő mérkőzések
Nincs pontos időpontra lekötött mérkőzésük.

## Világbajnoki szereplés
- 1930 – 1974: Nem indult.
- 1978: Nem jutott be.
- 1982: Nem indult.
- 1986: Nem indult.
- 1990: Nem indult.
- 1994 – 2018: Nem jutott be.

## CONCACAF-aranykupa-szereplés
- 1991: Nem jutott be.
- 1993: Nem jutott be.
- 1996: Nem jutott be.
- 1998: Visszalépett.
- 2000: Nem jutott be.
- 2002: Nem jutott be.
- 2003: Nem jutott be.
- 2005: Visszalépett.
- 2007: A selejtezők során visszalépett.